# Ahmet Zenbilci
Ahmet Zenbilci (* 1. Oktober 1966 in Kozan, Provinz Adana) ist ein türkischer Politiker der Adalet ve Kalkınma Partisi (AKP), der seit 2018 Mitglied der Großen Nationalversammlung (TBMM) ist.

## Leben
Ahmet Zenbilci, Sohn von Ömer Zenbilci und dessen Ehefrau Emine Zenbilci, absolvierte ein Studium an der Fakultät für Betriebswirtschaftslehre der Universität Anatoliens (Anadolu Üniversitesi). Ein postgraduales Studium der Fächer Management und Organisation am Sozialwissenschaftlichen Institut der Universität Çukurova (Çukurova Üniversitesi) schloss er mit einem Master ab. Nachdem er stellvertretender Direktor des Amtes für Kultur und Tourismus der Provinz Adana war, fungierte er von 2004 bis 2009 als Bürgermeister von Sofulu sowie zwischen 2009 und 2014 als Bürgermeister von Sarıçam, einem Stadtbezirk von Adana und gleichzeitig Landkreis der Provinz Adana. Des Weiteren fungierte er als Chefberater des Ministers für Umwelt und Urbanisierung und war Rechnungsprüfer sowie Mitglied des Verwaltungsrats der İLBANK AŞ. Darüber hinaus fungierte er als Berater des stellvertretenden Vorsitzenden der AKP für Kommunalverwaltungen und wurde selbst stellvertretender Vorsitzender der AKP für Kommunalverwaltungen.
Bei der Parlamentswahl in der Türkei am 24. Juni 2018 wurde Zenbilci für die AKP für die Provinz Adana erstmals zum Mitglied der Großen Nationalversammlung TBMM (Türkiye Büyük Millet Meclisi) gewählt und gehört dieser nach seiner Wiederwahl bei der Parlamentswahl am 14. Mai 2023 seither an. In der 27. Legislaturperiode (24. Juni 2018 bis 3. Juni 2023) war er Mitglied der Kommission für öffentliche Arbeiten, Raumordnung, Verkehr und Tourismus (Bayındırlık, İmar, Ulaştırma ve Turizm Komisyon) und ist in der aktuellen 28. Legislaturperiode seit dem 3. Juni 2023 Mitglied der Parlamentarischen Versammlung der Organisation für Islamische Zusammenarbeit (OIZ) sowie Mitglied der Parlamentarischen Versammlung der Organisation der Turkstaaten (OTS), der Aserbaidschan, Kasachstan, Kirgisistan, die Türkei und Usbekistan angehören.
Zenbilci ist verheiratet und Vater von fünf Kindern.